# Pubilla Cases (métro de Barcelone)
Pubilla Cases est une station de la ligne 5 du métro de Barcelone.

## Histoire
La station ouvre au public en 1973, avec la mise en service d'un prolongement de la ligne V et sous le nom de Pubilla Casas. Elle prend son nom actuel en 1982, alors que les chiffres arabes remplacent les chiffres romains dans la numérotation des lignes.